# GM大宇・アルフェオン
アルフェオン（ALPHEON 、알페온）は韓国の自動車メーカー、韓国GM（GM KOREA）がかつて販売していた高級車である。2010年の発売当時は会社がGM大宇だったため、当項の表題では「GM大宇・アルフェオン」となっているが、後半は「アルフェオン」とだけ表されることが多かった（理由は後述）。韓国国内ではキア・K7やルノーサムスン・SM7と同じ準大型車に分類される。

## 概要
ベリタスの後継車種として2010年4月の釜山モーターショーにおいて初公開された。
”A”をモチーフにしたエンブレムなどといった細部こそ違うものの、車自体は2009年に北米でデビューした2代目ビュイック・ラクロスのバッジエンジニアリングである。
エクステリアとインテリアのデザインはGMの北米と中国部門が連携。シャシとエンジンは欧州部門（オペル）が担当という、3つの地域にまたがって開発されたGMの世界戦略車である。
尚、韓国GMに社名変更以降も同社のフラッグシップを強調する理由上シボレーブランドを冠することなく、ヒュンダイ・ジェネシス同様、CIエンブレムを一切装着しない手法を採り入れ「アルフェオン」というひとつのブランドとして販売されていた。

## メカニズム
ボディサイズは全長×全幅×全高=5,003x1,858x1,497mm（市販仕様は4,995x1,860x1,510mmに変更）で、ホイールベースは2,837mmとかなり大柄である。
エンジンは3.0Lと3.6L（280PS、36.1kgm）のV型6気筒・SIDIを採用し、ラクロスに設定されている直列4気筒・2.4Lは用意されない予定だったが、市販時には3.6Lは設定されず、3.0Lと2.4L（ともにSIDIを採用）の2本立てとされた（なお、3.6Lはベリタスに搭載されていたユニットと基本的に同一だが、出力が若干上げられていた）。
2011年にはハイブリッド仕様の「eアシスト」も登場。システムとしては、駆動モーターの出力をベルトを介してエンジンに伝達する方式を採用。2.4L・SIDIエンジンに17.6kWの電気モーターと高性能リチウムイオンバッテリーを組み合わせることで従来のエンジン性能に加え、最高23.9馬力のモーターを搭載することで、加速や登坂での性能を2倍としている。なおeアシストは税制上の優遇を受けることができる。
トランスミッションはeアシストも含めたすべてのモデルに6ATが組み合わせられる。

## 初代 （2010年-2015年）
- 2010年8月31日 - 発表。8エアバッグや12ウェイ運転席パワーシート、Infinity製オーディオシステム、ESC、アクティブヘッドレスト、19インチアルミホイール、LEDを多用した各レンズ類ならびにインテリア、大型パノラマサンルーフ、電動格納式リヤサンシェードなど準大型車クラスにふさわしい装備を備えている。ラクロスのバッジエンジニアリングという位置づけだが、生産は仁川にある富平工場で行われる生粋の国産車である。但し、単にラクロスのGM大宇版としただけではなく、韓国人ユーザーの嗜好に合わせ様々な部分に改良を施している。発表時、ライバルとしてレクサスES350や現代グレンジャー、キアK7などを挙げ[3]、CMにおいても先述のレクサスESやアウディ・A6やBMW・5シリーズが走行中にアルフェオンに変化してしまうなど、国産車のみならず、輸入車をもターゲットとしていることを感じる内容となっている。
- 2011年10月27日 - 韓国の準大型車初となるハイブリッドカー「アルフェオンeアシスト」を発表。11月1日より発売を開始。
- 2015年12月 - インパラに後を託す形で販売終了。これにより、ダマスとラボを除き、韓国で販売される車両のすべてがシボレーブランドとなった。

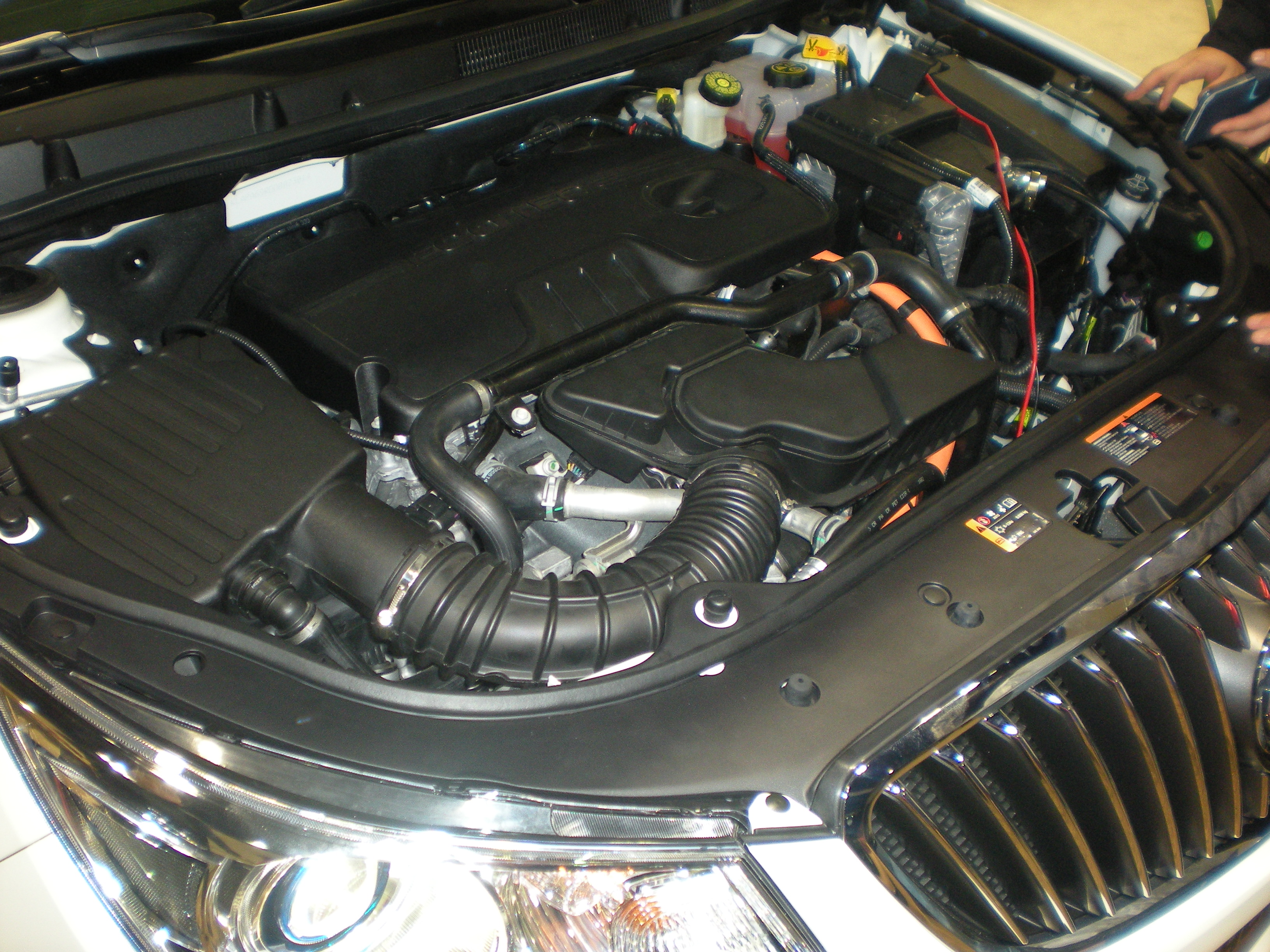
eアシストのエンジンルーム

## 車名の由来
「根本的な」「最も重要な」という意味の英語の「Alpha」と 「永劫（えいごう）の時間」を意味する「Eon」を掛け合わせた造語で、「永遠の名誉と評判を受けるプレミアムセダン」という意味を込めて命名。